# Weezer (Black Album)
Weezer, также известный как Black Album (с англ. — «Чёрный альбом») — тринадцатый студийный и шестой одноимённый альбом американской рок-группы Weezer, выпущенный 1 марта 2019 года лейблами Crush Music и Atlantic Records, — почти через два месяца после выпуска Бирюзового альбома. Альбом был спродюсирован Дэйвом Ситеком из TV on the Radio.

## Предыстория и запись
Фронтмен Weezer Риверс Куомо впервые намекнул на альбом в апреле 2016 года, вскоре после того, как группа выпустила свой десятый (Белый) альбом.
Вскоре после выхода «Белого альбома» Куомо обсудил планы относительно следующего альбома Уизера, предварительно названного «Черный альбом»: 

Что может выделяться на фоне «Белого» больше, чем «Чёрное»? Я думаю, это будет похоже на то, как «Beach Boys» стали плохими. Я подумываю о том, чтобы выругаться, чего я никогда не делал в песнях.
 Куомо сказал, что альбом будет затрагивать «более зрелые темы» и будет «меньше летнего дня и больше зимней ночи», и предположил, что группа может вернуться в студию звукозаписи уже в октябре 2016 года. Weezer отложили запись после того, как Куомо почувствовал, что его новый материал больше «похож на грёзы с пляжа в конец света, <…> как будто Beach Boys и The Clash полюбили друг друга у океана и родили чертовски удивительного ребёнка».
Во время продвижения одиннадцатого альбома группы Pacific Daydream в августе 2017 года Куомо сказал следующее: 

Первоначальным планом был Чёрный альбом, но Pacific Daydream действительно объединились. Чёрный альбом в значительной степени готов, он скоро выйдет.
Во время интервью для Beats 1 Зейна Лоу на Apple Music 24 января 2019 года Куомо объявил, что Weezer уже записали «основные композиции» для следующего альбома — Чёрный альбом.

## Музыка
Музыка на альбоме более современное поп-ориентированное, как и на предыдущем релизе; преимущественно выражены такие жанры, как поп-рок, пауэр-поп и электро-поп.
Песня «California Snow» была выпущена в качестве сингла для фильма «Заклинание» 2018 года. Позже она появилась и на альбоме. Песня начинается с клавишного звучания в стиле 1980-х, которое позже всё больше трансформируется в саншайн-поп-звучание. Spin описал его как «странное сочетание странных и меланхоличных лирических и аккордовых смещений с пустыми атрибутами современной поп-музыки».
«Can't Knock the Hustle» содержит влияния фанк- и латинской музыки. В видеоклипе на неё снялся бас-гитарист группы Fall Out Boy Пит Венц.
Текст песни «Zombie Bastards» адресован фанатам Weezer, которые «застряли в прошлом» и критикуют их (группу) всякий раз, когда они меняют своё звучание. Песня содержит гитары под влиянием ска, бас в стиле даб, семплы и клавишные, которые были описаны Томом Брейханом из Stereogum как «Weezer, исполняющий стадионно-готический Spotify-кор».

## Выпуск

### Альбом
Куомо впервые сообщил австралийской радиостанции Double J в феврале 2018 года, что альбом выйдет 25 мая, позже намекнув на такие даты, как 1 и 12 июня, в своём Твиттере.

### Синглы
11 октября был выпущен первый сингл с альбома «Can't Knock the Hustle». Вторая песня, «Zombie Bastards», была выпущена 21 ноября вместе с обложкой и датой выхода альбома, назначенной на 1 марта 2019 года. 21 февраля 2019 года последовали ещё два сингла, которые называются «High as a Kite» и «Living in L.A.».. Дополнительно, «California Snow» была выпущена в качестве сингла для саундтрека к фильму «Заклинание» 2018 года. За день до релиза состоялась премьера трёх песен с альбома в видеоигре Fortnite.

## Приём критиков
| Совокупная оценка      | Совокупная оценка |
| Источник               | Оценка            |
| ---------------------- | ----------------- |
| AnyDecentMusic?        | 5.1/10            |
| Metacritic             | 53/100            |
| Оценки критиков        |                   |
| Источник               | Оценка            |
| AllMusic               | [ 2 ]             |
| The A.V. Club          | B−                |
| Consequence of Sound   | C−                |
| Kerrang!               | 2/5               |
| The New Zealand Herald | [ 28 ]            |
| NME                    | [ 29 ]            |
| Pitchfork              | 5.7/10            |
| Q                      | [ 31 ]            |
| Rolling Stone          | [ 32 ]            |
| The Times              | [ 33 ]            |

На агрегирующем сайте Metacritic альбом получил нормализованный рейтинг 53, основанный на 19 отзывах критиков, что указывает на «смешанные или средние» отзывы.
Роберт Оливер из Drowned in Sound дал альбому благоприятный отзыв, заявив, что «это уникальное дополнение к дискографии Weezer, которое показывает, что они готовятся к будущему, каким бы мрачным и подавляющим оно ни казалось». Аарон Мук из Chorus.fm также отреагировал положительно, написав: «Чёрный альбом на удивление чувствуется искренний для стареющих поп-рокеров, наполненный новыми звуками, смелый продюсерский выбор от Дэйва Ситека из TV on the Radio и, самое главное, честное размышление о том, как мир изменился и покинул группу после их возвращения к актуальности».
Тем не менее, Линдей Теске из Consequence of Sound отметила, что альбом «не полностью лишён положительных качеств», но также высказала мнение, что «хотя для группы нет абсолютно никакого преступления заигрывать со звуковыми экспериментами, может возникнуть катастрофический роман, когда флирт выливается в гораздо более сложную работу. Двумерным и пустым, чем то, на что группа оказалась способна за десятилетия своей предыдущей работы». Кроме того, отрицательный отзыв от Кори ван ден Хугенбанда из Exclaim!, заявил, что «последняя коллекция Weezer — совершенно пропускаемая, которая была бы совершенно ничем не примечательной, если бы не тот факт, что она была выпущена Weezer».

## Список композиций
Все тексты написаны — Риверс Куомо.
| №                   | Название                           | Музыка                                  | Длительность |
| ------------------- | ---------------------------------- | --------------------------------------- | ------------ |
| 1.                  | «Can't Knock the Hustle»           | Риверс Куомо                            | 3:42         |
| 2.                  | «Zombie Bastards»                  | Р. Куомо, Рами Якоб                     | 4:10         |
| 3.                  | «High as a Kite»                   | Р. Куомо, Джош Александер               | 3:48         |
| 4.                  | «Living in L.A.»                   | Р. Куомо, Джонни Коффер, Джером Уильямс | 3:38         |
| 5.                  | «Piece of Cake»                    | Р. Куомо                                | 3:16         |
| 6.                  | «I'm Just Being Honest»            | Р. Куомо, Аммар Малик, Дэвид Ходжес     | 3:56         |
| 7.                  | «Too Many Thoughts in My Head»     | Р. Куомо                                | 4:03         |
| 8.                  | «The Prince Who Wanted Everything» | Р. Куомо, Брайан Белл, Лютер Рассел     | 3:23         |
| 9.                  | «Byzantine»                        | Р. Куомо, Лора Джейн Грейс              | 4:10         |
| 10.                 | «California Snow»                  | Р. Куомо                                | 3:34         |
| Общая длительность: | Общая длительность:                | Общая длительность:                     | 37:40        |

## Участники записи
| Weezer - Риверс Куомо — вокал, соло-гитара, клавишные - Брайан Белл — бэк-вокал, ритм-гитара, клавишные - Скотт Шрайнер — бэк-вокал, бас-гитара, клавишные - Патрик Уилсон — барабаны Приглашённые музыканты - Мани Марк — клавишные (песни 1 и 9) - Сэм Роблес — валторна (песня 8) - Тодд Саймон — валторна (песня 8) | Производственный персонал - Дэвид Эндрю Ситек — продюсер, звукоинженер - Кул Коджак — дополнительное производство (песня 1) - Джонни Коффер — сопродюсер (песня 4) - Джером Уильямс — дополнительное производство (песня 4) - Лиза Болдырева — помощник звукоинженера - Мэтти Грин — сведение - Эрик Буланже — мастеринг - Майкл Бейнхорн — пре-/постпродакшн - Джейсон Хиллер — дополнительное производство гитары |

## Чарты
| Чарт (2019 г.)                             | Позиция в чартах |
| ------------------------------------------ | ---------------- |
| Австралия Australian Digital Albums (ARIA) | 24               |
| Бельгия/Фландрия (Ultratop)                | 103              |
| Бельгия/Валлония (Ultratop)                | 143              |
| Канада (Canadian Albums Chart)             | 56               |
| Германия (Offizielle Top 100)              | 96               |
| Шотландия (Scottish Albums Chart)          | 18               |
| Швейцария (Schweizer Hitparade)            | 82               |
| Великобритания (UK Albums Chart)           | 73               |
| США (Billboard 200)                        | 19               |